# Medowina
Medowina (bułg. Медовина) – wieś w Bułgarii, w obwodzie Tyrgowiszte, w gminie Popowo. W 2024 roku liczyła 676 mieszkańców.